# Chavanoz
Chavanoz ist eine französische Gemeinde mit 5090 Einwohnern (Stand: 1. Januar 2022) im Département Isère in der Region Auvergne-Rhône-Alpes. Chavanoz gehört administrativ zum Arrondissement La Tour-du-Pin und ist Teil des Kantons Charvieu-Chavagneux. Die Einwohner werden Chavanoziens genannt.

## Geografie
Die Gemeinde liegt im äußersten Nordwesten des Départements Isère. Hier mündet der Bourbre in die Rhone. Umgeben wird Chavanoz von den Nachbargemeinden Anthon im Norden und Westen, Loyettes im Nordosten, Saint-Romain-de-Jalionas im Osten, Tignieu-Jameyzieu im Südosten, Pont-de-Chéruy im Süden sowie Charvieu-Chavagneux im Südwesten.

## Geschichte
Der Name der Gemeinde soll auf die frühere Besiedlung durch die Ligurer (Cabanosco) zurückgehen. Eine frühe römische Brücke über den Cherruis (dem heutigen Bourbre) kann archäologisch nachgewiesen werden.
Bereits 608 wurde eine Kirche Notre-Dame begründet. Später, im 11. Jahrhundert, wurde eine Priorei der Mönche von der Île Barbe eingerichtet.

### Bevölkerungsentwicklung
| Jahr                       | 1962 | 1968 | 1975 | 1982 | 1990 | 1999 | 2006 | 2017 |
| Einwohner                  | 1382 | 1935 | 2350 | 3834 | 3900 | 3954 | 4098 | 4685 |
| Quellen: Cassini und INSEE |      |      |      |      |      |      |      |      |

## Sehenswürdigkeiten
|  |  |

- Kirche Notre-Dame aus dem 11. Jahrhundert, Chor (heutiger Kirchbau) aus dem 14. Jahrhundert, Monument historique
- früheres Schloss Panettes, heutiges Rathaus mit Rundturm aus dem 14. Jahrhundert
- zwei historische Mühlen (Goy und Villette)